# جان كلود غريت
جان كلود غريت (بالإنجليزية: Jean-Claude Grèt)‏ ولد بتاريخ 21 أكتوبر 1930 في لوزان، وتوفي في 10 يوليو 2001 في سويسرا، كان دراج سويسري.

## روابط خارجية
- جان كلود غريت على موقع أرشيف الدراجات (الإنجليزية)
- جان كلود غريت على موقع إحصائيات الدراجات الإحترافية (الإنجليزية)